# Flute Summit
Der Flute Summit ist ein flachgipfliger 2015 m hoher Berg vulkanischen Ursprungs mit einer Schartenhöhe von 127 m im Südwesten der kanadischen Provinz British Columbia, im Squamish-Lillooet Regional District.

## Geographie
Der Berg gehört zur Fitzsimmons Range und damit zu den Garibaldi Ranges der Pacific Ranges. Er liegt an der Nordseite des Cheakamus Lake, welcher vom Cheakamus River durchflossen wird, südöstlich der Wintersportgemeinde Whistler, auf der Parkgrenze des Garibaldi Provincial Parks. Der Gipfel des Berges ist Teil einer Gruppe von Erhebungen, die als Musical Bumps (dt. „musikalische Erhebungen“) bezeichnet werden. Zu diesen Bergen gehören auch der westnordwestlich gelegene Piccolo Summit und der ostsüdöstlich gelegene Oboe Summit.

## Geologie
Der Vulkanologe Jack Souther von der Geological Survey of Canada war 2004 davon überzeugt, dass der Flute Summit eine zutage getretene subvulkanische Intrusion eines einstigen Vulkans ist. Nahegelegene Berge wie der Whistler Mountain und der Piccolo Summit bestehen aus Lavaflüssen, die vor etwa 100 Millionen Jahren in der Unterkreide ausgestoßen wurden. Das subvulkanische Gestein, aus dem der Flute Summit besteht, ist ein Ganggestein, das sich innerhalb des unterkreidezeitlichen Vulkans verfestigte. Ganggesteine können halb geschmolzen und heiß für Jahrhunderte oder Jahrtausende zurückbleiben. Weil das Magma, das Ganggesteine bildete, sich langsamer verfestigt und kristalliert als an die Oberfläche getretenes Magma, sind ihre Mineralteilchen größer. Dies erzeugt ein grobkörniges Gestein. Wenn subvulkanisches Magma wieder erhitzt wird und mit Grundwasser in Kontakt kommt, entsteht eine hydrothermale Lösung. Diese hydrothermale Lösung kann Quarz-Gänge ausbilden wie sie am Flute Summit gefunden werden, kombiniert mit schwefligen Gasen, die vom Magma abgegeben werden, was sowohl eine Veränderung der kristallisierenden subvulkanischen Intrusion als auch der benachbarten Gesteine bewirken kann. Auf diese Weise erhielt der Flute Summit seine rote Färbung.